# دامیان کازالینووو
دامیان کازالینووو (انگلیسی: Damián Casalinuovo؛ زادهٔ ۶ ژوئن ۱۹۸۷) بازیکن فوتبال اهل آرژانتین است.
از باشگاه‌هایی که در آن بازی کرده‌است می‌توان به باشگاه فوتبال همیلتون آکادمیکال، باشگاه فوتبال ولز سارسفیلد، و باشگاه فوتبال داندی یونایتد اشاره کرد.